# Китайське ім'я
Іменування людини в китайській, а також пов'язаних з нею культурах відрізняється від системи імен, прийнятої на Заході. Найбільш помітною ознакою цієї відмінності є те, що в китайському повному імені спочатку пишеться прізвище, і тільки після нього — особисте ім'я. Китайська система іменування є основою для багатьох традиційних способів іменування людей у Східній Азії та Південно-Східній Азії. Практично всі країни Східної та деякі країни Південно-Східної Азії дотримуються традиції, подібної до китайської або безпосередньо запозиченої з китайської культури.

## Прізвище
Різноманітність імен китайською мовою значною мірою залежить від особистого імені, а не від прізвища. Переважна більшість китайських прізвищ записуються одним ієрогліфом, лише кілька — двома (у КНР офіційні списки містять близько 20 таких «нестандартних» прізвищ, тоді як решта адаптовані до стандартного односкладового вигляду, включаючи прізвища нацменшин, що часто складаються з більш ніж двох складів. Найбільш поширені китайські прізвища: Лі (кит. трад. 李, піньїнь: Lǐ), Ван (кит. трад. 王, піньїнь: Wáng), Чжан (кит. трад. 張, спр. 张, піньїнь: Zhāng) :164 .
Китайські жінки, вступаючи в шлюб, зазвичай зберігають свої дошлюбні прізвища і не приймають прізвище чоловіка (у Китайській Народній Республіці майже повсюди). Діти, як правило, успадковують прізвище батька.
Згідно з академічною системою транскрибування китайських слів та власних назв українською мовою китайські імена та прізвища пишуться окремо, у незмінному порядку — прізвище, ім'я: Лі Дачжао, Ван Лі, Сикун Ту, Сима Сянжу.
Власні назви з титулами або шанобливою часткою «цзи», пишуться через дефіс: Лао-цзи, Мен-цзи, Чжуан-цзи тощо.

## Ім'я
Зазвичай китайці мають імена, що складаються з одного або двох складів, які пишуться після прізвища. Існує правило, згідно з яким китайське ім'я має піддаватися перекладу на путунхуа. З цим правилом пов'язаний відомий випадок, коли батькові, затятому інтернетнику, було відмовлено в реєстрації сина на ім'я @ («ет» або «равлик»).
У зв'язку з ієрогліфічною писемністю при виборі особистого імені враховуються не лише такі аспекти, як значення та милозвучність, а й написання ієрогліфів, з яких складається ім'я. Можуть враховуватися не тільки простота/складність/краса написання, але й елементи, що входять до ієрогліфу і мають власне трактування (сприятливі/несприятливі, чоловічі/жіночі, пов'язані з певною стихією та ін.).
У Китаї протягом тисячоліть існувала традиція ритуальної зміни імен у зв'язку з досягненням певного віку або зміни заняття. При народженні немовля отримувало офіційне ім'я (мін, 名) і «молочне», або дитяче ім'я (сяо-мін, кит. спр. 小名, піньїнь: xiǎo míng). При вступі до школи дитині давали учнівське ім'я — сюемін (кит.: 学名) або сюньмін (кит.: 訓名). Після досягнення повноліття батьки називали юнака чи дівчину так званим «другим ім'ям» (цзи, кит. 字, «характер») — саме по ньому надалі слід звертатися стороннім людям. При успішному складанні іспитів людина отримувала дамін (кит.: 大名, «велике ім'я») або гуаньмін («офіційне ім'я»), яке зберігалося протягом життя і використовувалося в офіційних випадках після прізвища. За особливі досягнення представник знаті отримував творчий псевдонім (хао, кит. спр. 号, піньїнь: hào).
З утворенням КНР складна система іменування зазнала змін. Компонентний склад китайських імен був серйозно спрощений. Поряд з імператорськими званнями і титулами в минуле пішли «друге ім'я» цзи, прізвиська Бехао, шкільні імена сюемін. Дитячі імена використовуються понині, але змінилися принципи вибору. Після запровадження політики обмеження народжуваності у КНР втратила значення система пайхан.

### Дитяче ім'я
Наприклад, Лі Цзюньфань (Брюс Лі) мав дитяче ім'я Лі Сяолун (Лі Маленький Дракон), яке згодом стало його прізвиськом.

### Друге ім'я
Друге ім'я (字, zì) — це ім'я, яке дається при досягненні повноліття (字, zì) і використовується протягом життя. Після 20 років друге ім'я подається як символ дорослішання та поваги. Спочатку такі імена використовувалися після чоловічих імен, людина могла отримати друге ім'я від батьків, від першого вчителя в перший день відвідування сімейної школи, або могла сама обрати для себе друге ім'я. Традиція вживання других імен поступово почала зникати з часів Руху 4 Травня (1919). Існують дві загальноприйняті форми другого імені: Цзи 字 (zì) і Хао 號 (hào).

### Прозвання
Хао — це альтернативне друге ім'я, яке зазвичай використовується як псевдонім. Найчастіше воно складається з трьох або чотирьох ієрогліфів і, можливо, спочатку стало популярним, тому що багато людей часто мали однакові другі імена. Люди найчастіше обирали Хао самі собі і могли мати більше одного прізвиська. Хао ніяк не було пов'язане з ім'ям, даним людині при народженні та її цзи; швидше прізвисько було чимось особистим, іноді ексцентричним. Вибір псевдоніма міг втілювати алюзію чи містити рідкісний ієрогліф, так само, як і міг підходити високоосвіченому літератору. Інша можливість —використовувати назву місця проживання людини як псевдонім; таким чином, псевдонім поета Су Ши — Дунпо Цзюші (тобто «Резиденція Дунпо» («На східному схилі»)) — резиденція, яку він побудував, будучи на засланні. Автори часто використовували псевдоніми у назвах збірок своїх праць.